# Cyclopharynx
Cyclopharynx (Griechisch: „cyclo“ = rund + „pharingx“) ist eine artenarme Gattung aus der Familie der Buntbarsche (Cichlidae). Beide Arten der Gattung kommen endemisch im Fwa River im Stromgebiet des Sankuru im Osten (Provinz Kasaï-Oriental) der Demokratischen Republik Kongo vor.

## Merkmale
Cyclopharynx-Arten sind relativ kleine Buntbarsche und werden 12 bis 14 cm lang, dabei werden Männchen etwas größer als die Weibchen. Beide Arten ähneln sich stark. Sie sind relativ schlank und mäßig hochrückig, ähnlich wie die Arten der Gattung Pseudocrenilabrus. Ihr Stirnprofil ist gerade, das Maul läuft spitz zu. Die Kiefer sind vor allem mit dreispitzigen Zähnen besetzt, seltener sind einspitzige Zähne, zweispitzige kommen nicht vor. Die Weibchen sind unscheinbar bräunlich oder graubraun gefärbt. Irgendwelche Zeichnungsmuster fehlen. Bei den Männchen ist die Afterflosse gelb und zeigt einige kleine, wenig auffällige Eiflecke.

## Lebensweise
Cyclopharynx-Arten ernähren sich in der Natur vor allem von Algen und Kieselalgen. Wie andere haplochromine Buntbarsche sind sie ovophile Maulbrüter, bei denen das Weibchen die Maulbrutpflege übernimmt. Zum Ablaichen fächeln die Männchen eine flache Grube in den Sand des Gewässerbodens. Die Eier werden vom Weibchen während des Ablaichens sofort ins Maul genommen und bleiben dort für etwa drei Wochen. Ein Gelege sind relativ klein und umfassen etwa 30 bis 40 Eier, die einen Durchmesser von 2 mm haben. Nach dem ersten Freischwimmen der Jungfische erlischt der Brutpflegetrieb meist. In seltenen Fällen werden die Jungfische noch zwei oder drei Tage lang bei Gefahrensituationen oder in der Nacht ins Maul genommen.

## Arten
Heute gehören zwei Arten in die Gattung Cyclopharynx. Beide unterscheiden sich vor allem in den Proportionen der unteren Pharynxknochen, außerdem ist das Maul bei C. fwae spitzer und die Art hat keine Punkte auf der Schwanzflosse wie C. schwetzi.
- Cyclopharynx fwae Poll, 1948
- Cyclopharynx schwetzi (Poll, 1948)